# Roststrupig snårskvätta
Roststrupig snårskvätta (Chamaetylas poliophrys) är en tätting i familjen flugsnappare. Den förekommer i bergsskogar i Centralafrika. Fågeln minskar i antal, men beståndet anses vara livskraftigt.

## Utseende och läte
Roststrupig snårskvätta är en mörk och knubbig rödhakelik fågel med brunt på rygg och stjärt, grått bröst och vit buk. På huvudet syns grått ögonbrynsstreck och rödaktig strupe. Sången är varierad, bestående av enkla och upprepade låga visslingar.

## Utbredning och systematik
Roststrupig snårskvätta förekommer i Centralafrika. Den delas upp i två underarter med följande utbredning:
- Chamaetylas poliophrys poliophrys – bergsskogar i nordöstra Demokratiska republiken Kongo, Rwanda, Burundi och sydvästra Uganda
- Chamaetylas poliophrys kaboboensis – bergsskogar i östra Demokratiska republiken Kongo (berget Kabobo)

### Släktestillhörighet
Tidigare placerades arten tillsammans med aletherna i Alethe, men genetiska studier visar att de endast är avlägset släkt. Den och ytterligare tre arter lyftes därför ut till det egna släktet Pseudalethe. Sentida studier visar dock att Chamaetylas har prioritet.

### Familjetillhörighet
Liksom alla snårskvättor men även fåglar som rödhake, näktergalar, stenskvättor, rödstjärtar och buskskvättor behandlades vitbrynad snårskvätta tidigare som en trast (Turdidae), men genetiska studier visar att de tillhör familjen flugsnappare (Muscicapidae).

## Levnadssätt
Roststrupig snårskvätta hittas i bergsskogar. Där lever den i undervegetationen. Fågeln är relativt skygg.

## Status och hot
Arten har ett stort utbredningsområde, men tros minska i antal, dock inte tillräckligt kraftigt för att den ska betraktas som hotad. Internationella naturvårdsunionen IUCN listar arten som livskraftig (LC).